# Бюйюкалтъагач
Бюйюкалтъагач (на турски: Büyükaltıağaç) е село в Източна Тракия, Турция, вилает Одрин. Околия Мерич.

## География
Селото се намира на 10 км южно от Мерич.

## История
В XIX век Бюйюкалтъагач е село в Узункьоприйската кааза в Одринския вилает на Османската империя. Според „Етнография на вилаетите Адрианопол, Монастир и Салоника“, издадена в Константинопол в 1878 година и отразяваща статистиката на населението от 1873 година, Буюк-алти-ачлар (Bouyouk-alti-atchlar) има 30 домакинства и 79 жители мюсюлмани.